# A Music Story
A Music Story är en svensk musik- och familjefilm som hade premiär 13 juni 2019. Filmen är regisserad av Anna Maria Jóakimsdóttir Hutri, Roger Westberg och Anders Widmark. För manus har Anders Widmark och Anna Maria Jóakimsdóttir Hutri ansvarat.

## Handling
Filmen handlar om 11-åria Moa (Victoria Rönnefall) vars högsta önskan är att få jobba med musik. Både Moas mamma och pappa jobbar med musik, men de har svårt att få ekonomin att gå ihop. När pappan får sparken bestämmer sig Moa för att anmäla sig till en musiktävling. 

## Rollista (i urval)[3]
- Victoria Rönnefall - Moa
- Anders Widmark - Anton, Moas pappa
- Helen Sjöholm - Elisabeth, Moas mamma
- Claes Malmberg
- Ace Wilder
- Jan Malmsjö
- Lars Kroner

## Ny version
I december 2021 visades en delvis omgjord och förkortad version (59 minuter) av filmen med titeln Väder vi minns (16 misslyckade kulturpitchar) på SVT. Titeln syftar på det tv-program Moas pappa är pianist i. Som ny ramberättelse har Björn A. Ling och Johan Wahlström tillkommit i form av en kulturkreatör, som febrilt försöker få en filmkonsulent att vilja bevilja ett produktionsbidrag till någon av hans många alternativa filmidéer.